# ラミー (ニューメキシコ州)

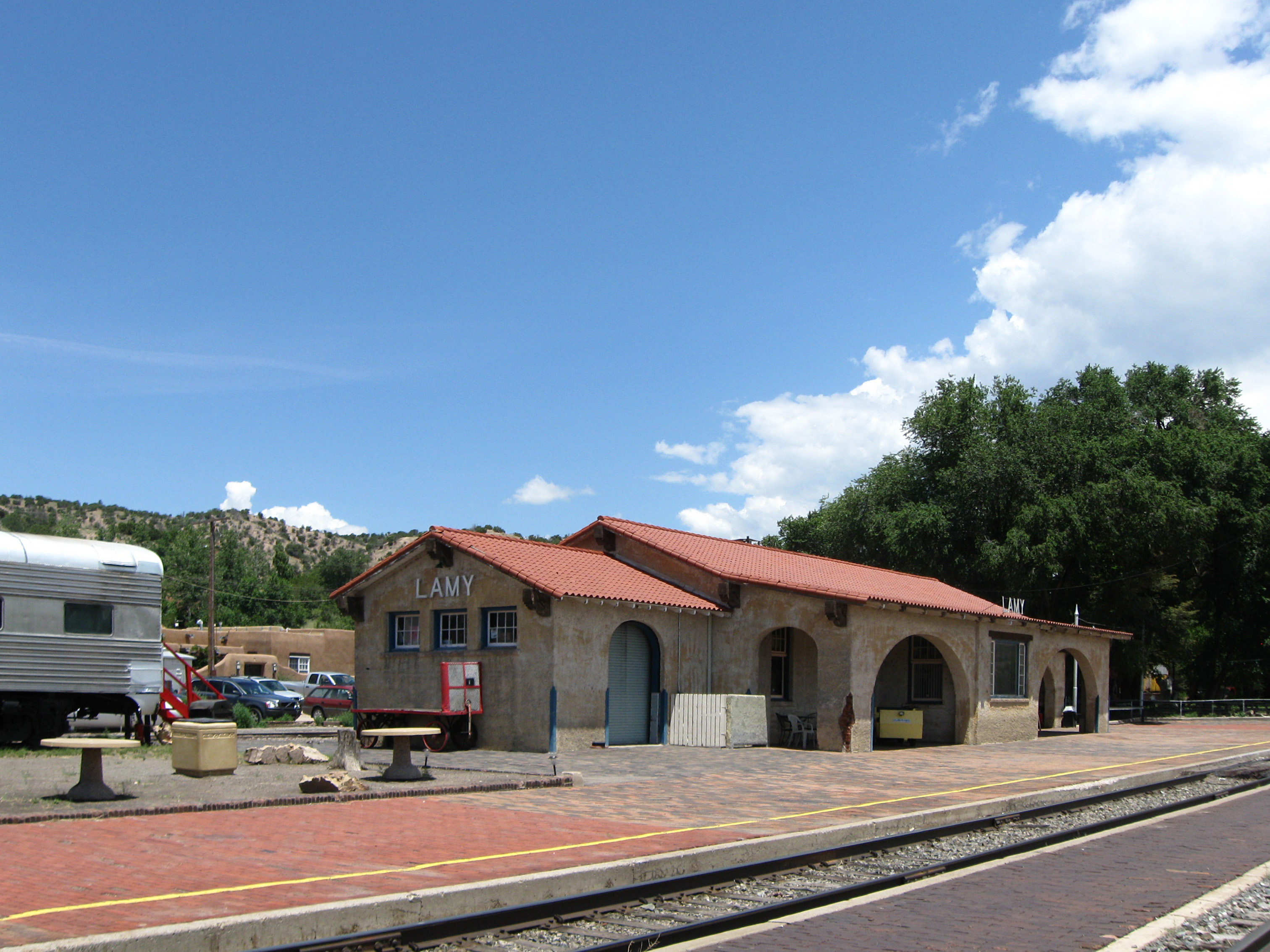
ラミー駅

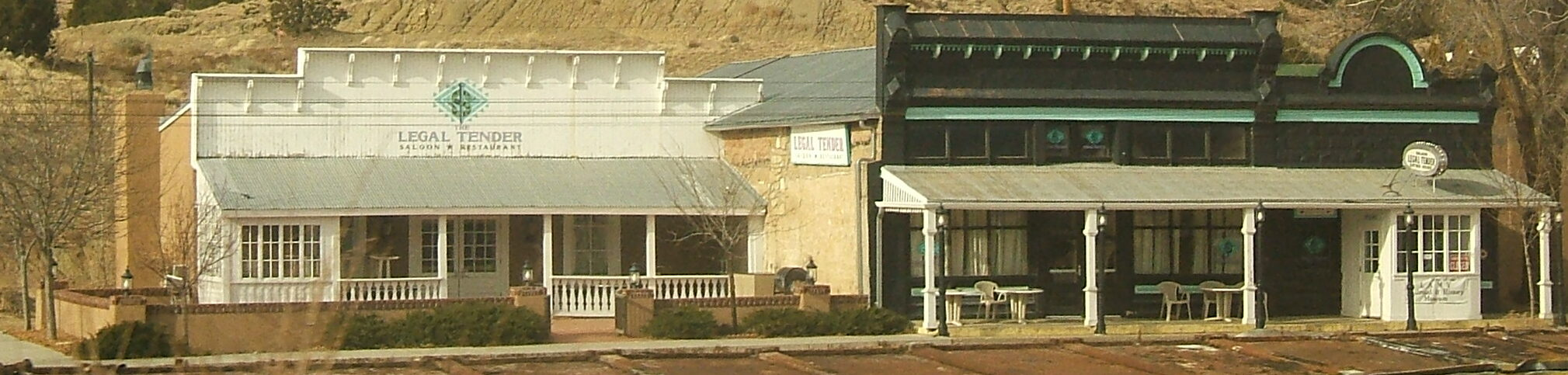
貨車と駅前風景

ラミー（Lamy）は、アメリカ合衆国ニューメキシコ州の町(CDP)。サンタフェ郡、サンタフェの南に位置する。人口は210人（2020年国勢調査）。BNSF鉄道が 通過する。通常サンタフェ鉄道と呼ばれるこの鉄道は、もともとカンザス州アッチソンから、ミズーリ川を通り、ニューメキシコ州の州都サンタフェまで、そして西へ向かう計画だった。しかし、線路が西に進行するにつれて、担当の土木技師(w:Civil engineer)は、サンタフェの周囲の丘陵のために、実現不可能であることに気が付いた。従って、代わりにラミーを通過して鉄道を建設した。追って、ラミーからサンタフェまでの支線が作られ、そしてサンタフェまで鉄道が開通した。こうしてラミーは重要な鉄道の接合点になった。
現在、ラミー駅にはシカゴとロサンゼルスを結ぶアムトラックのサウスウェスト・チーフ号が一日一往復停車する。サンタフェまでの支線の旅客・貨物輸送は、2014年までショート・ラインのサンタフェ・サザン鉄道が担っていた。

## 地理
ラミーは、北緯35度29分10秒 西経105度52分50秒 / 北緯35.48611度 西経105.88056度（35.486162, -105.880490）に位置している。国勢調査によると、総面積は2.8 km² (1.1 mi² )で、すべて陸地である。

## 人口動勢
以下は2000年の国勢調査における人口統計データである。
基礎データ
- 人口: 137人
- 世帯数: 55世帯
- 家族数: 33家族
- 人口密度: 48.5人/km²（126.2人/mi²）
- 住居数: 64軒
- 住居密度: 22.7軒/km²（59.0軒/mi²）

人種別人口構成
- 白人: 74.45%
- ネイティブ・アメリカン: 2.92%
- その他の人種: 18.25%
- 混血: 4.38%
- ヒスパニック・ラテン系: 4.53%

年齢別人口構成
- 18歳未満: 27.7%
- 18-24歳: 10.2%
- 25-44歳: 26.3%
- 45-64歳: 28.5%
- 65歳以上: 7.3%
- 年齢中央値: 34歳
- 性比（女性100人あたり男性の人口）
  - 総人口: 95.7人
  - 18歳以上: 98.0人

世帯と家族（対世帯数）
- 18歳未満の子供がいる: 40.0%
- 結婚・同居している夫婦: 49.1%
- 未婚・離婚・死別女性が世帯主: 10.9%
- 非家族世帯: 38.2%
- 単身世帯: 29.1%
- 65歳以上の老人1人暮らし: 9.1%
- 平均構成人数
  - 世帯: 2.49人
  - 家族: 3.18人

年齢別人口構成
- 18歳未満: 27.1%
- 18-24歳: 10.4%
- 25-44歳: 28.0%
- 45-64歳: 21.2%
- 65歳以上: 13.4%
- 年齢の中央値: 34歳
- 性比（女性100人あたり男性の人口）
  - 総人口: 90.7人
  - 18歳以上: 86.4人

収入と家計
- 収入の中央値
  - 世帯: 43,333米ドル
  - 家族: 27,083米ドル
  - 性別
    - 男性: 25,568米ドル
    - 女性: 0米ドル
- 人口1人あたり収入: 16,765米ドル
- 貧困線以下
  - 対人口: 20.5%
  - 対家族数: 17.5%
  - 18歳未満: 0%
  - 65歳以上: 0%